# ドル箱三部作
『ドル箱三部作』（ドルばこさんぶさく、イタリア語：Trilogia del dollaro、 英語：Dollars Trilogy）、または『名無し三部作』（Man with No Name Trilogy）は、クリント・イーストウッド主演、セルジオ・レオーネ監督作品のマカロニ・ウェスタン3作品『荒野の用心棒』（A Fistful of Dollars、1964年）、『夕陽のガンマン』（For a Few Dollars More、1965年）、『続・夕陽のガンマン』（The Good, the Bad and the Ugly、1966年）のことである。「ドル箱」は、これらの作品が多額の興行収益を挙げたということではなく、最初の2作のタイトルに「ドル」（Dollar）が入っていることによる。
これら三部作はマカロニ・ウェスタンのジャンルを確立し、後に続く作品の原型となった。また、三作品は西部劇映画の中でも常に上位に位置する高評価を与えられている。

## 概要
『荒野の用心棒』は三船敏郎主演の『用心棒』（1961年）を非公式にリメイクした作品であり、そのため、東宝から「無許可によるリメイク」として訴訟を起こされている。また、レオーネが意図していたわけではなかったが、この三作品はシリーズであるとされ、主人公は「名無しの男」（3作品で同じ服を着、性格も似ている）と呼ばれるようになった。
「名無しの男」という呼び方は三部作として公開するためにアメリカの配給会社によって付けられた。三作品でイーストウッドはそれぞれ違うニックネームを付けられている。『続・夕陽のガンマン』は前2作より過去の物語であると考えられている。理由としてこの映画の中で主人公は前2作で着ていた服を手に入れること、南北戦争（1861年-1865年）が行われている上、『夕陽のガンマン』のリー・ヴァン・クリーフが落ちぶれた元南軍兵士であること、『荒野の用心棒』の墓地のシーンに1873年と刻まれた墓石があるということなどが挙げられる。
4人の俳優が三部作に別の役で二度出演している。リー・ヴァン・クリーフ、ジャン・マリア・ヴォロンテ、ルイジ・ピスティリ、ヨゼフ・エッガーの4人である。また、イーストウッドを除いて三部作全てに出演しているのはマリオ・ブレガ、アルド・サンブレル、ベニート・ステファネリィ、ロレンツォ・ロブレドである。音楽は三作全てエンニオ・モリコーネが担当しており、『荒野の用心棒』の際は「ダン・サヴィオ」という名前で参加した。

## 評価

### 興行成績
| 作品               | 公開日         | 製作費                | 興行収入    |
| ------------------ | -------------- | --------------------- | ----------- |
| 荒野の用心棒       | 1964年10月16日 | $200,000–$225,000     | $14,500,000 |
| 夕陽のガンマン     | 1965年11月18日 | $600,000              | $15,000,000 |
| 続・夕陽のガンマン | 1966年12月23日 | $1,200,000            | $25,100,000 |
| 合計               | 合計           | $2,000,000–$2,025,000 | $54,600,000 |

### 批評
| 作品               | Rotten Tomatoes | Metacritic |
| ------------------ | --------------- | ---------- |
| 荒野の用心棒       | 98%（43件）     | N/A        |
| 夕陽のガンマン     | 94%（33件）     | N/A        |
| 続・夕陽のガンマン | 97%（68件）     | 90 (7件)   |

### 受賞・ノミネート
| 受賞とノミネート         | 受賞とノミネート             | 受賞とノミネート                                    | 受賞とノミネート | 受賞とノミネート | 受賞とノミネート |
| 賞                       | 部門                         | 対象                                                | 結果             | 出典             |                  |
| 荒野の用心棒             | 荒野の用心棒                 | 荒野の用心棒                                        | 荒野の用心棒     | 荒野の用心棒     |                  |
| ------------------------ | ---------------------------- | --------------------------------------------------- | ---------------- | ---------------- | ---------------- |
| ナストロ・ダルジェント賞 | 作曲賞                       | エンニオ・モリコーネ                                | 受賞             | [ 19 ]           |                  |
| ナストロ・ダルジェント賞 | 助演男優賞                   | ジャン・マリア・ヴォロンテ                          | ノミネート       | [ 19 ]           |                  |
| 続・夕陽のガンマン       |                              |                                                     |                  |                  |                  |
| ローレル賞               | アクション・パフォーマンス賞 | クリント・イーストウッド                            | 銀賞             | [ 20 ]           |                  |
| グラミー賞               | グラミーの殿堂（2009年）     | エンニオ・モリコーネ （サウンドトラック・アルバム） | 受賞             | [ 21 ]           |                  |